# Back on My Feet (album Missincat)
Back on My Feet è l'album di debutto di Missincat, pubblicato dalla Revolver nel 2009.
Dall'album sono stati estratti due singoli, entrambi pubblicati nel 2009: l'omonima Back on My Feet e Shoot!.

## Tracce
1. Back on My Feet
2. Inside My Heart
3. Shoot!
4. If I Could Change the End
5. Everything
6. Just for Love
7. Never Kiss You Again
8. I Don't Believe
9. Absent Minded
10. My Friend
11. Again
12. Say to Me